# Рафаель Ороно
Хесус Рафаель Ороно (ісп. Jesus Rafael Orono; 30 серпня 1958) — венесуельський професійний боксер, чемпіон світу за версією WBC (1980—1981, 1982—1983) у другій найлегшій вазі.

## Аматорська кар'єра
На чемпіонаті світу 1978 переміг двох суперників, а у чвертьфіналі програв Ектору Раміресу (Куба).
На Іграх Центральної Америки і Карибського басейну 1978 став чемпіоном.

## Професіональна кар'єра
На профірингу дебютував 1979 року. Провівши десять переможних боїв, 2 лютого 1980 року вийшов на бій за новоутворений титул чемпіона WBC у другій найлегшій вазі проти Лі Син Хун (Південна Корея) і здобув перемогу розділеним рішенням. Провів три успішних захисти титулу.
24 січня 1981 року вийшов на бій проти Кім Чхоль Хо (Південна Корея) і програв нокаутом в дев'ятому раунді. Провівши за 18 місяців дванадцять переможних боїв, 28 листопада 1982 року знов зустрівся в бою з Кім Чхоль Хо і переміг технічним нокаутом в шостому раунді, повернувши звання чемпіона.
Провівши три захисти титулу, 27 листопада 1983 року вийшов на бій проти Паяо Пултарат (Таїланд) і програв розділеним рішенням.
21 липня 1985 року вийшов на бій проти чемпіона WBA у другій найлегшій вазі Хаосай Гелексі (Таїланд) і програв технічним нокаутом в п'ятому раунді. Зазнавши після цього ще чотирьох поразок поспіль, завершив кар'єру.